# Nina Eggert
Nina Eggert (* 12. März 1977 in Neumünster als Nina Fischer) ist eine deutsche Trainerin und ehemalige Triathletin sowie vierfache Zweitplatzierte beim Ironman Germany in Frankfurt (2002, 2004, 2005 und 2006).

## Werdegang
Nina Fischer trat als deutsche Vizemeisterin bei den Juniorinnen erstmals 1992 in Erscheinung. Seither war sie bis 1997 Mitglied des Jugend- bzw. Juniorenkaders der Deutschen Triathlon Union (DTU).
1997 wurde sie in Finnland Dritte bei der Triathlon-Europameisterschaft der Junioren auf der Triathlon-Kurzdistanz (1,5 km Schwimmen, 40 km Radfahren und 10 km Laufen).
In Frankfurt am Main belegte sie viermal den zweiten Platz, einmal den dritten und einmal den vierten Platz auf der Ironman-Distanz (3,86 km Schwimmen, 180,2 km Radfahren und 42,195 km Laufen). Bei ihren Starts in den Jahren 2006 (2. Platz) und 2007 (3. Platz) wurde die Veranstaltung vom Veranstalter auch unter der Bezeichnung „Ironman European Championship“ beworben.

### Deutsche Vizemeistern Triathlon Mitteldistanz 2001
Beim Allgäu Triathlon wurde sie 2001 Deutsche Vizemeistern auf der Mitteldistanz.
2002 wurde sie Europameisterin mit dem Team der Deutschen Triathlon Union (DTU). Sie ist seit 2004 verheiratet mit dem Triathleten Ralf Eggert.
Nina Fischer studierte zunächst Sportwissenschaft mit den Nebenfächern Volkswirtschaftslehre und Skandinavistik an der Universität Kiel und startete für das USC Kiel Vitalia-Team.

### Unfall und Rücktritt 2008
2008 hatte sie einen Trainingsunfall mit schweren Verletzungen (Fraktur von Schädelbasis und Schlüsselbein). Ihren wenige Wochen später geplanten Start bei der Challenge Roth musste sie daher absagen. Anschließend beendete sie ihre aktive Karriere als Profi-Triathletin und trainierte bis 2012 den weiblichen Nachwuchs der DTU. Parallel absolvierte sie von 2008 bis 2011 ein berufsintegriertes Diplom-Trainer-Studium an der Trainerakademie Köln des DOSB, das sie als Diplomtrainer Triathlon abschloss.

### Swiss Triathlon seit 2012
Seit 1. November 2012 ist Nina Eggert Nachwuchsverantwortliche des Schweizerischen Triathlonverbandes Swiss Triathlon.

## Sportliche Erfolge
| Datum/Jahr    | Rang | Wettbewerb                                                      | Austragungsort        | Zeit       | Bemerkung |
| ------------- | ---- | --------------------------------------------------------------- | --------------------- | ---------- | --- |
| 23. Juli 2011 | 1    | Allgäu Triathlon                                                | Immenstadt            | 02:32:4    | Siegerin auf der olympischen Distanz                                                                              |
| 25. Mai 2008  | 3    | Challenge Niederbronn-les-Bains                                 | Niederbronn-les-Bains | 04:37:27   | über die Mitteldistanz (1,9 km Schwimmen, 90 km Radfahren und 21,1 km Laufen) hinter der Siegerin Belinda Granger |
| 2007          | 2    | Züri Triathlon                                                  | Zürich                | 02:03.55,2 | Zweite hinter der mehrfachen Weltmeisterin Chrissie Wellington                                                    |
| 10. Juni 2007 | 1    | Kraichgau Triathlon Festival                                    | Kraichgau             | 02:16:38   | vor Nicole Töpfer und Nicole Best                                                                                 |
| 11. Nov. 2006 | 6    | Ironman 70.3 World Championships                                | Clearwater            | 04:21:17   | [ 6 ] |
| 11. Juni 2006 | 1    | Kraichgau Triathlon Festival                                    | Kraichgau             | 02:18:09   | vor Renate Forstner                                                                                               |
| 2005          | 1    | UK Ironman 70.3                                                 | Longleat              | 04:57:07   | |
| 2003          | 1    | Holsten City Man                                                | Hamburg               | 02:09:52,0 | |
| 6. Juli 2002  | 26   | ETU Triathlon Short Distance European Championships             | Győr                  | 02:03:31   | Triathlon-Europameisterschaft der Junioren auf der Kurzdistanz                                                    |
| 23. Juli 2001 | 2    | DTU Deutsche Meisterschaft Triathlon Mitteldistanz              | Immenstadt            | 04:57:53   | Deutsche Vizemeistern auf der Mitteldistanz beim Allgäu Triathlon hinter Ute Schäfer                              |
| 5. Aug. 2000  | 11   | FISU World University Triathlon Championships                   | Tiszaújváros          | 02:04:31   | |
| 25. Juni 2000 | 4    | DTU Deutsche Meisterschaft Triathlon Kurzdistanz                | Frankfurt am Main     | 02:06:23   | |
| 16. Aug. 1998 | 8    | FISU World University Triathlon Championships                   | Kiel                  | 02:09:41   | |
| 5. Juli 1997  | 3    | ETU Short Distance Triathlon European Championship Junior Women | Vuokatti              | 02:26:27   | Dritte bei der Triathlon-Europameisterschaft der Junioren auf der Kurzdistanz                                     |

| Datum/Jahr    | Rang | Wettbewerb                      | Austragungsort    | Zeit     | Bemerkung                                                                                                 |
| ------------- | ---- | ------------------------------- | ----------------- | -------- | --- |
| 13. Juli 2008 | DNS  | Challenge Roth                  | Roth              | –        | Startabsage nach Trainingsunfall mit schweren Verletzungen kurz vor dem Wettkampf                         |
| 1. Juli 2007  | 3    | Ironman Germany                 | Frankfurt am Main | 09:12:18 | Ironman European Championship (3,86 km Schwimmen, 180,2 km Radfahren und 42,195 km Laufen)                |
| 23. Juli 2006 | 2    | Ironman Germany                 | Frankfurt am Main | 09:24:08 | zweiter Rang hinter Andrea Brede                                                                          |
| 15. Okt. 2005 | 27   | Ironman Hawaii                  | Kailua-Kona       | 10:07:04 | |
| 10. Juli 2005 | 2    | Ironman Germany                 | Frankfurt am Main | 09:26:22 | |
| 16. Okt. 2004 | DNF  | Ironman Hawaii                  | Kailua-Kona       | –        | |
| 11. Juli 2004 | 2    | Ironman Germany                 | Frankfurt am Main | 09:33:37 | |
| 18. Okt. 2003 | 18   | Ironman Hawaii                  | Kailua-Kona       | 10:05:15 | |
| 13. Juli 2003 | 4    | Ironman Germany                 | Frankfurt am Main | 09:39:02 | |
| 18. Aug. 2002 | 2    | Ironman Germany                 | Frankfurt am Main | 09:22:30 | |
| 23. Sep. 2001 | 4    | Triathlon International de Nice | Nizza             |          | hinter Sophie Delemere, Kate Allen und Helene Salomon (4 km Schwimmen, 120 km Radfahren und 30 km Laufen) |
| 6. Aug. 2000  | 7    | Fredericia Triathlon            | Fredericia        | 10:36:59 | |

(DNF – Did Not Finish)

## Veröffentlichungen
- Schwimmtraining to go : der 20-Wochen-Plan für Einsteiger, Fortgeschrittene und Profis Spomedis, Hamburg, 2014, ISBN 978-3-95590-041-0
- Zirkeltraining : Kraftübungen für Triathleten und Ausdauersportler mit Frank Wechsel, Spomedis, Hamburg. 2011, ISBN 978-3-936376-48-7
- Die 50 wichtigsten Übungen, Spomedis, Hamburg, 2010, ISBN 978-3-936376-21-0.
- Die Triathlonbibel: Das Standardwerk für alle Triathleten, von Nina Eggert, Timo Bracht, Niclas Bock, Caroline Cornfine, u. a.; Spomedis, Hamburg (31. März 2015), ISBN 978-3-95590-050-2